# 回廊列車

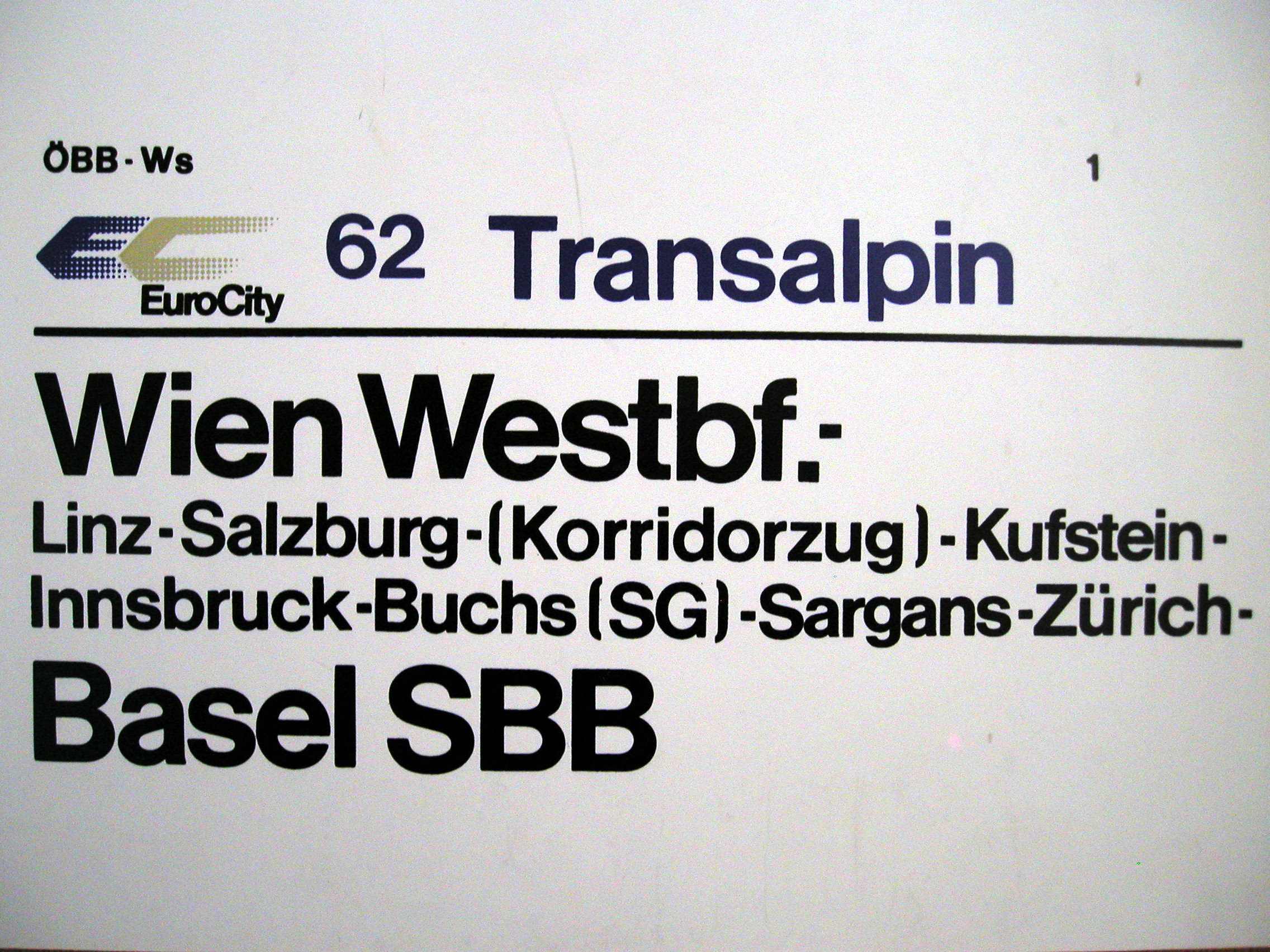
ウィーン西発バーゼル中央行きのユーロシティ62号「トランスアルピン」（「アルプス越え」の意）案内表示。「リンツ - ザルツブルク -（回廊列車）- クーフシュタイン - インスブルック - ブフス（ザンクト・ガレン州） - ザルガンス - チューリヒ」と経由地が表示されている。

回廊列車（かいろうれっしゃ、独: Korridorzug）とは、本来は国内列車であるが、さまざまな理由により、国外の路線を経由して運行される旅客列車のこと。
そのほぼすべてが早くから鉄道が建設され、なおかつ2度の世界大戦で、国境が絶えず変化したヨーロッパにある。「廊下列車」（ろうかれっしゃ）とも呼ばれる。国際線旅客機の鉄道版（飛行機を降りて、通関及び入国手続きをするまでは発地国にいる）である。
通常、回廊列車が経由する国外の路線上の駅は、全て通過扱いで乗降はできないが、その代わりに出入国手続が不要となっている。

## 成立の理由
回廊列車が成立する理由としては次のようなものがある。
- 他国の領内を通った方が短時間で到達できる場合（距離が短い、カーブや急勾配が少なく高速が出せる、など）
- 飛地と本国を結ぶ路線の場合
- 建設された当時は全区間が自国領だったが、後に途中の区間の土地が割譲させられたり独立したりして他国領になってしまった場合

シェンゲン協定発効によって国内扱いにする必要がなくなり廃止された事例もある。

## 乗車の要件
国際列車であるが、経由する国家との合意の上で、国内列車の扱いにするため、通常は乗車に必要な運賃・料金の支払いのみで、パスポートやビザ、出入国手続は不要である。代わりに、亡命や不法出入国を防ぐ為、当該国で乗客が降りられないような措置が必要である。

## 閉鎖列車・閉鎖車両
いずれも現存例はないが、国外路線の通過中に運転上の理由などで停車する列車の場合、乗客がみだりに車外に出ないよう、車両の乗降口に施錠することがあった。このような列車は「閉鎖列車」「封印列車」と呼ばれることもあった。
また、通常の国際列車に、回廊列車扱いとなる車両を併結する場合もあった。この場合、国外路線の通過中は当該車両の出入口（側面の乗降口と他の一般車両との間の貫通扉）に施錠されることが多く、「閉鎖車両」と呼ばれた。

## 現存するもの
ロシア
カリーニングラード州からモスクワ・サンクトペテルブルクへ向かう列車はリトアニア領内を通過する（ベラルーシ領内も通過しているが、この区間は通常通り運行される）。
セルビア
首都ベオグラードから隣国モンテネグロの港湾都市バールを結ぶベオグラード＝バール鉄道は途中ボスニア・ヘルツェゴビナ領内を通過する。ユーゴスラビア紛争によって破壊されたが、現在は全線復旧している。
ウクライナ
ウクライナ北部のチェルニーヒウ州の都市チェルニーヒウからジトーミル州のオーヴルチを結ぶチェルニーヒウ＝オーヴルチ線en:Chernihiv–Ovruch railwayは、ネダンチチ駅（ウクライナ）／ドニエプル川／ロルチャ駅（ベラルーシ）～ポスドヴォ駅（ベラルーシ）／マシェヴェ（ウクライナ）間にベラルーシ領を通過する。スラブチッチ～プリピャチのセミホディ駅間の、チェルノブイリ原子力発電所への通勤電車は、スラブチッチ駅とセミホディ駅（チェルノブイリ原子力発電所前駅）、始発駅と終着駅しか停車せず、途中駅は停車しない。又、途中駅はチェルノブイリ原子力発電所事故により立ち入り禁止区域となり廃駅となっている。

### シェンゲン協定によって通常の列車になったもの
現在も一度国外に出てから国内に戻る運行自体は続けられているが、シェンゲン協定により入国審査が廃止された結果「回廊列車」として扱う必要がなくなったもの。ユーロシティ（旧TEE）に多い。
フランス・イタリア
イタリア・ピエモンテ州のクーネオから、タンド峠を越えフランス領アルプ＝マリティーム県のタンド（イタリア名: テンダ）を経由し、地中海沿岸のイタリア・リグーリア州のヴェンティミリアと、ニース（ニース・ヴィル駅）とを結ぶタンド線
ドイツ
ザクセン王国時代にオーストリア・ハンガリー帝国ボヘミアと合意の下に建設されたチェコ領の地域を通過するミッテルヘルヴィヒスドルフ〜アイバウ間とプラウエン〜エーガー（現チェコ領ヘプ）間の2つの路線は戦後も東ドイツ国鉄によって運行され、現在もドイツ鉄道によって継承されている（冷戦時代はチェコも東側陣営の国家であったため実現可能であった）。
オーストリア
ウィーン・ザルツブルクとインスブルック間を結ぶ列車はザルツブルクとクーフシュタインの間でドイツのローゼンハイムを通過する。
また、ドイツのガルミッシュ＝パルテンキルヒェンとオーストリアのロイテを結ぶ列車には閉鎖車両があった。ディーゼルカー2両から3両程度の需要しかないため、1両を閉鎖車両としていた。この間は途中1・2駅ごとにオーストリア領とドイツ領を越えていたための処置である。
1995年にオーストリアのシェンゲン協定発効により閉鎖車両は廃止された。
イタリア
イタリアが第一次世界大戦後、サン＝ジェルマン条約によって南チロル一帯（現：トレンティーノ＝アルト・アディジェ州）を獲得すると、残余部分はチロル州としてオーストリア領に留まったものの、東チロルは北チロルと分断された格好となった。割譲された南チロルを回廊し、東チロルを北チロルと結ぶのが目的であったが、現在では途中駅にも停車し、乗降が可能な通常の国際列車とほぼ同じ位置づけとなっている。
ハンガリー
オーストリアブルゲンラント州は第一次大戦までハンガリーに属しており、のちに住民投票でオーストリアに帰属したが、ショプロンだけはハンガリーに残った。東西冷戦の時代は完全な回廊列車であり途中駅に停まることもなかったが、現在は途中のショプロン駅でオーストリア・ハンガリー合弁のジュール・ショプロン・エーベンフルト鉄道と接続しているため、相互に乗り換えが可能。現在は近郊線としてフリークエント運送を行っている。

## 過去に存在したもの
第一次世界大戦後のドイツ
第一次世界大戦後のヴェルサイユ条約によって成立したポーランド回廊により、ケーニヒスベルクを首都とする東プロイセンは飛地となった。東プロイセンとドイツ本国を結ぶ列車はこの回廊部分を通過するために便宜的な措置が取られ、1936年まで下記のルートを走行する列車があった。なおポーランド回廊に位置する駅には「（回廊）」を付記した。
- ベルリン – シュテッティン – シュトルプ – グロース・ボシュポール（英語版） –  自由都市ダンツィヒ – トチェフ（回廊） – マリーエンブルク – ケーニヒスベルク
- ベルリン – シュナイデミュール – フィルヒャウ（英語版） –　ホイニチェ（英語版）（回廊）–  トチェフ （回廊） – マリーエンブルク – ケーニヒスベルク
- ベルリン – シュナイデミュール – ブィドゴシュチュ （回廊）– トルン（回廊） – ドイチュ・アイラウ – アレンシュタイン – インスターブルク
- ベルリン – ノイ・ベンチェン（英語版） – ポズナン（回廊）– トルン（回廊）– ドイチュ・アイラウ – アレンシュタイン – インスターブルク
- ブレスラウ – ポズナン（回廊）– トルン（回廊）– ドイチュ・アイラウ – アレンシュタイン – インスターブルク

トルコ
ギリシャ領内を経由するものがあった。トルコ領内のエディルネとイスタンブールを結ぶ鉄道路線は1923年のトルコ・ギリシャ国境確定前に建設されており、国境確定後はエディルネ駅はトルコ領内に、その前後区間がギリシャ領内となってしまったため、エディルネと他のトルコ領内を鉄道で移動しようとすると、どうしてもギリシャ領内を通る必要があった。この区間は厳密な回廊列車ではなく、途中駅での乗降も可能であったが、エディルネ - トルコ領内の乗客（ギリシャ領内では乗降しない）に対し、ギリシャの出入国手続は行われず、回廊列車としての利用が可能であった。1970年頃、トルコ領内のみを通ってエディルネへ至る鉄道路線が建設され、ギリシャ領内を経由する必要がなくなり消滅した。
ベルギー
19世紀にドイツがアーヘン近郊のオイペンからレーレン、マルメディ を経由してベルギー領へ通じる路線として建設したフェン鉄道 は、第一次世界大戦後に起点のオイペンを含む沿線の大部分がベルギーに割譲されたことに伴ってベルギー国鉄の路線となったが、レーレン - マルメディ間の一部はドイツ領内に取り残された。線路や駅の敷地も鉄道付属地としてベルギー領になったが、ドイツ領内を通る区間の駅で乗降できる車両は限定され、それ以外の車両はドアに施錠されていた。なお、ドイツ人がベルギー領である線路上の踏切を横断して反対側のドイツ領へ行く場合は手続きは不要であった。第二次世界大戦後に廃止され、後に保存鉄道として復活したが、それも運行を終了している。
オランダ
飛地だらけの町であるバールレ＝ナッサウにはかつて鉄道が通っていた。当然線路は飛地（ベルギー領バールレ＝ヘルトフ）を横断していたが、駅はなかったようである。
ポーランド
プシェムィシル〜ザグシュ間で、途中マルホヴィチェ〜クロシュチェンコの区間はウクライナ領内を通過する列車が運行されていた。もともと、最初のハンガリー＝ガリツィア鉄道により鉄道が標準軌で敷設された当時は全線オーストリア＝ハンガリー帝国領で、その後ポーランド共和国領となったが、第二次世界大戦の結果として上記区間のみウクライナ・ソビエト社会主義共和国領となった。ウクライナ領内はソビエト連邦の5フィート軌間との四線軌条となったものの標準軌が残され回廊列車が運行されていたが、1995年に廃止された。

## 回廊列車に類似するもの

### 旧東西ドイツの事例
第二次世界大戦後のドイツでは四分割統治時代に各占領地域を結ぶ連絡列車の運行が始まり、1949年の両ドイツ政府樹立以降も西ドイツから東ドイツ領域内を通過して西ベルリンの数駅に停車し、再び東ベルリンの国境駅でありトランジット通行が可能であったフリードリヒ通り駅に至るベルリン連絡のためのドイツ領域通過列車が1989年まで存在した。しかしながら当時西ドイツは東ドイツを主権国家として承認しておらず、また当時の西ベルリンは事実上西ドイツの飛び地ではあったものの、国際法上はアメリカ・イギリス・フランスの三ヶ国の占領下にあったため、この列車は「回廊列車」としない。事実、この列車の車内では旅券・査証の審査が東西ドイツ双方で行われ、食堂を除く乗務員・審査官・国境警備隊等が全て交替勤務するなど、回廊列車の定義とは異なる運行形態がとられていた。
また東西ベルリンでも分割統治時代、ベルリン地下鉄6号線・8号線（当時）およびベルリンSバーン1号線・2号線（当時）は、乗客の主体が西ベルリン市民でありながら東ベルリン地域を通過する線形が保たれ、紆余曲折を経ながらも東ベルリン側の駅ホームは撤去されないままに列車が通過していたため、幽霊駅と呼ばれていた。閉鎖された駅は東側の国境警備隊が24時間警戒にあたっていた。なお、1984年まではSバーン1号線・2号線の運行管理を東ドイツ国営鉄道が行っていた。こちらは旅券・査証の審査は行われなかったが、やはり「回廊列車」とは定義できない。
いずれも東西ドイツ統一により通常の国内列車となり、旧東ドイツ側の駅でも利用可能になっている。

### イスラエル・パレスチナの事例
イスラエルのテルアビブ・エルサレム高速鉄道は途中パレスチナ（ヨルダン川西岸地区）を通っているが、経由地はイスラエル軍の実効支配下にあり、事実上国内列車として運行されている。